# Echinochloa picta
Echinochloa picta là một loài thực vật có hoa trong họ Hòa thảo. Loài này được (K.D.Koenig) P.W.Michael mô tả khoa học đầu tiên năm 1978.